# Ceracanthia mamella
Ceracanthia mamella är en fjärilsart som beskrevs av Dyar 1919. Ceracanthia mamella ingår i släktet Ceracanthia och familjen mott. Inga underarter finns listade i Catalogue of Life.